# قصبة آيت هويبل (قصبة آيت هديل)
قصبة آيت هويبل هو دُوَّار يقع بجماعة تمنارت، إقليم طاطا، جهة سوس ماسة في المملكة المغربية. ينتمي الدوّار لمشيخة قصبة آيت هديل التي تضم دوارين. يقدر عدد سكانه بـ 1143 نسمة حسب الإحصاء الرسمي للسكان والسكنى لسنة 2004.

## روابط خارجية
- البوابة الوطنية للجماعات الترابية نسخة محفوظة 12 مارس 2018 على موقع واي باك مشين.
- المندوبية السامية للتخطيط